# Kidon
Kidon ("baionetta" in ebraico) è un'unità operativa dei servizi segreti israeliani (Mossad), facente parte della direzione operativa.
Creato all'inizio degli anni settanta, e incluso nella Metsada, aveva come proprio finalità di uccidere i nemici di Israele. Tra i suoi compiti anche operazioni di sabotaggio e rapimenti. I suoi membri si chiamano "kidon" (plurale kidonim).
L'unità contava nel 1998 circa 48 membri ripartiti in commando di quattro elementi (tre uomini e una donna). Tutti i bersagli affidati al Kidon sono stati in precedenza dichiarati colpevoli da giuristi a Tel Aviv.
Secondo Michael Ross, la divisione Kidon non opera in Paesi ostili ad Israele.

## Operazioni celebri
Durante gli anni '70, sotto l'impulso di Golda Meir, il Mossad eseguì diversi assassini di membri del gruppo terroristico Settembre Nero, responsabile della presa in ostaggio e del massacro di 11 atleti israeliani ai giochi olimpici di Monaco nel 1972.
Nell'aprile del 1988, un'unità speciale fa irruzione in una residenza sotto sorveglianza di Tunisi e vi uccide Abu Jihad, braccio destro di Yasser Arafat e responsabile della pianificazione di diversi attentati contro Israele.
Gerald Bull, scienziato canadese e ideatore del progetto "supercannone" (cannone a lunga gittata) per l'Iraq, viene giustiziato nel suo appartamento di Bruxelles nel marzo 1990. A seguito della sua morte, il progetto viene abbandonato.

## Nei media
- Munich (2006) di Steven Spielberg
- L'agente speciale Ziva David, della serie televisiva NCIS - Unità anticrimine, in passato ha militato nell'unità Kidon.
- Kidon [1] (2013) di Emmanuel Naccache, con Tomer Sisley, Kev Adams e Bar Refaeli